# 新屯陶芸村駅
新屯陶芸村駅（シンドゥンドイェチョンえき）は、大韓民国京畿道利川市にある韓国鉄道公社（KORAIL）首都圏電鉄京江線の駅。
副駅名の観光大は4km以上離れている。また、隣駅の昆池岩駅の副駅名となった東元大学は当駅からのほうが若干近い。

## 駅構造
- 相対式ホーム2面2線の地上駅。ホーム上に駅舎がある。フルスクリーンタイプのホームドアが設置されている。

### のりば
| 地上2階                        | 出入口                                  | 出入口、コンコース、改札口、自動券売機、トイレ |
| 地上階                         |                                         |                                                |
|                                |                                         |                                                |
| 相対式ホーム、右側のドアが開く |                                         |                                                |
| 下り線                         | →●首都圏電鉄京江線 驪州方面（利川駅）→  |                                                |
| 上り線                         | ←●首都圏電鉄京江線 板橋方面（昆池岩駅） |                                                |
| 相対式ホーム、右側のドアが開く |                                         |                                                |

## 駅周辺
- 新屯初等学校
- サギマッコル陶芸村
- 韓国観光大学
- 韓国陶芸高等学校（朝鮮語版）

## バス
停留所は《新屯陶芸村駅》
KD輸送グループ
- 市内バス（座席バス）
  - 21-1、21-2、21-4：利川公営バスターミナル - 利川駅 - 東元大学
  - 24、24-1、24-5、：利川公営バスターミナル - 利川駅 - 沙音2洞陶芸村 - 観光大学 - 新屯陶芸村駅

## 歴史
- 2016年
  - 4月29日 - 京江線距離告示（施行は9月の開業時）[2]。
  - 9月13日 - 秋夕に合わせ6日間無料運行（日中1時間間隔）[3]。
  - 9月24日 - 開業。

## 隣の駅
韓国鉄道公社
京江線（首都圏電鉄京江線）
昆池岩駅 (K415) - 新屯陶芸村駅 (K416) - 利川駅 (K417)

## その他
- 開業から4日ほど、利川方面ホームの駅名標の隣駅の日本語表記が入れ替わるミスが発生していた。現在は修正済みである。